# Municipio de Teryola
El Distrito de Terjola (en georgiano: თერჯოლის მუნიციპალიტეტი) es un raión de Georgia, en la región de Imericia. 
La capital es la ciudad de Terjola. La superficie total es de 357 km² y su población es de 35.563 habitantes (2014).
- Datos: Q2374974
- Multimedia: Terjola Municipality / Q2374974